# Slavko Goldstein
Slavko Goldstein (Sarajevo, 22. kolovoza 1928. – Zagreb, 13. rujna 2017.), bio je hrvatski političar, scenarist, knjižar, leksikograf i povjesničar amater židovske nacionalnosti.

## Životopis
Slavko Goldstein rođen je u Sarajevu 1928. godine, obitelj mu je podrijetlom iz Tuzle, a djetinjstvo je proveo u Karlovcu, gdje mu je otac, Ivo Goldstein, bio ugledni trgovac knjigama. Početkom Drugoga svjetskoga rata, ustaše su ubile njegova oca najvjerojatnije u Logoru Jadovno, a on je, zajedno s majkom i bratom Danijelom, pobjegao i pridružio se partizanima. Nakon završetka rata, sudjelovao je u borbi za uspostavljanje Izraela i nekoliko je godina, s bratom, živio u kibucu. U Jugoslaviju vratio se tijekom 1950-ih, u Zagreb, gdje je studirao književnost i filozofiju na Filozofskom fakultetu. Ubrzo je postao novinar, radeći kao urednik Vjesnika i Erasmusa. Jedno vrijeme bio je i radijski urednik, kao i urednik izdavačke kuće Stvarnost. Bavio se i scenarističkim radom, pišući scenarije za filmove Signali nad gradom (1960.) i Akcija stadion (1977.; zajedno s Dušanom Vukotićem). Osnivač je izdavačkih kuća Liber i Novi liber. 
Zajedno s bratom i još nekolicinom političara, 20. svibnja 1989. godine osnovao je HSLS, hrvatsku političku stranku, te je do 1990. bio njezin predsjednik, kada ga je zamijenio Dražen Budiša. Jedno vrijeme je bio predsjednik zagrebačke Židovske općine i Kulturnog društva Miroslav Šalom Freiberger, a zajedno sa sinom Ivom, povjesničarom, zalaže se za rekonstrukciju Zagrebačke sinagoge. Tijekom 1990-ih bio je otvoreni protivnik politike dra Franje Tuđmana. Godine 2012. podržao je inicijativu brata Danijela za ukidanje saborske komemoracije žrtava Križnog puta na Bleiburgu.

## Stavovi
- Smatrao je kako je tijekom 1990-ih "ponovo prisustvovao građanskim ratovima"... i u knjizi "Priča o dva naroda" navodi zašto se jedna velika zemlja u istočnoj Europi raspala na ne manje od sedam beznačajnih državica".[8]

## Djela
- Okrug Karlovac 1941., Institut za historiju radničkog pokreta, Zagreb, 1965. (suautori Milan Bekić i Ivo Butković)
- Reprinti i njihovo mjesto u izdavačkoj djelatnosti: referat na III Savjetovanju izdavača Jugoslavije u Portorožu 21.9.1974., Sveučilišna naklada Liber, Zagreb, 1974.
- Prijedlog 85: glas iz privrede, Scientia Yugoslavica, Zagreb, 1985.
- Holokaust u Zagrebu, Novi Liber, Židovska općina Zagreb, Zagreb, 2001. (suautor Ivo Goldstein)
- 1941.: godina koja se vraća, Novi Liber, Zagreb, 2007.
- Jasenovac i Bleiburg nisu isto, Novi Liber, Zagreb, 2011. (suautor Ivo Goldstein)
- Tito, Profil knjiga, Zagreb, 2015. (suautor Ivo Goldstein)
- Jasenovac: tragika, mitomanija, istina, Fraktura, Zaprešić, 2016. (suautor Ivo Goldstein)

## Nagrade
Dobio je brojne nagrade, odlikovanja i priznanja za književnu i nakladničku djelatnost.
- 2010.: Nagrada Kiklop, za životno djelo.[2]